# SMAD (білок)
SMADs є внутрішньоклітинними білками, що трансдукують позаклітинні сигнали від TGF-β в ядро, де вони активують далі транскрипцію гена.
SMADs утворюють тримери з двох рецептор-асоційованих факторів SMAD (R-SMADs) і одного  кофактора SMAD (Co-SMAD), що діють як фактори транскрипції, які регулюють експресію певних генів.

## Класифікація
Виділяють такі типи SMAD:
1. Рецептор-регулюючі SMADs (R-SMAD), що включають SMAD1, SMAD2, SMAD3, SMAD5 та SMAD8/9[9];
2. Загальний (основний) SMAD (co-SMAD), або SMAD4, який взаємодіє з R-SMADs при трансдукції сигналу[10];
3. Антагоністичні або інгібуючі SMADs (I-SMAD), що включають SMAD6 та SMAD7, які блокують активацію R-SMADs і Co-SMADs[11].

## Назва
Білки SMAD є гомологами білка MAD Drosophila та  білка SMA Caenorhabditis elegans. А їх назва є словозлиттям назв цих білків.